# Centrum Łodzi

Podział Łodzi na obszary Systemu Informacji Miejskiej - wyszczególniony obszar SIM Centrum

Centrum – obszar miasta stworzony w 2005 dla potrzeb Systemu Informacji Miejskiej w Łodzi. Obszar SIM nie jest formalnym osiedlem. Znajduje się na obszarze Śródmieścia. Swoim zasięgiem obejmuje większą część osiedla administracyjnego Katedralna.